# جزيرة ساغوبينغ
جزيرة ساغوبينغ وهي جزيرة من جزر إندونيسيا، وتقع ضمن جزر كانغيان في إقليم جاوة الشرقية.